# البنات والحب (فلم)
البنات والحب هو فيلم مصري من إخراج حسام الدين مصطفى وبطولة ميرفت أمين، نور الشريف، محمد عوض، صفاء أبو السعود، لبلبة ويوسف فخر الدين، صدر الفيلم في 11 فبراير 1974.

## نبذة
يشترك علاء للمرة الأولى في إحدى عمليات عصابة للمخدرات. يستقل سيارة فريق كرة السلة للآنسات ويخفي الهيروين الذي يهرب به في حقيبة إحداهن، يراقبه ضابط الشرطة رائد ليستدل على أفراد العصابة. تعجب به إيمان ويعترف لها بحقيقته عندما تفاجئه وهو يبحث في حقيبتها عن الهيروين، وتتعقد بهما الأمور.

## طاقم العمل
- ميرفت أمين بدور إيمان
- نور الشريف بدور علاء
- محمد عوض بدور غزال
- صفاء أبو السعود بدور ليلى
- لبلبة بدور مايسة
- يوسف فخر الدين بدور رائد

## وصلات خارجية
- مقالات تستعمل روابط فنية بلا صلة مع ويكي بيانات
- البنات والحب على موقع الدهليز